# Haley Joel Osment
Haley Joel Osment (ur. 10 kwietnia 1988 w Los Angeles) – amerykański aktor filmowy, telewizyjny i głosowy. Jego młodszą siostrą jest Emily Osment.

## Wczesne lata
Urodził się w Los Angeles w Kalifornii jako syn Teresy (z domu Seifert), nauczycielki, i Michaela Eugene’a Osmenta, aktora teatralnego i filmowego. Jego rodzice pochodzili z Birmingham w Alabamie. Wychował się w wierze katolickiej. Jego młodsza siostra Emily Osment (ur. 10 marca 1992) została także aktorką.
Osment był uczniem Flintridge Preparatory School w La Cañada w Kalifornii. Jako dziecko grał w koszykówkę, piłkę nożną i golfa.

## Kariera
Zadebiutował w wieku 6 lat, grając w reklamówkach. Za swój pierwszy, pięciominutowy występ w Forreście Gumpie u boku Toma Hanksa został nagrodzony nagrodą Young Artist Award dla najlepszego aktora poniżej 10 roku życia. Przez następne lata szlifował warsztat aktorski, grając między innymi w filmie Bogus, mój przyjaciel na niby z Whoopi Goldberg.

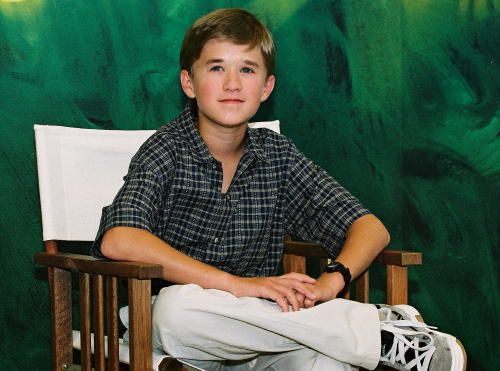
Haley Osment, 2001

Światowy rozgłos zyskał w 1999 za sprawą roli w filmie Szósty zmysł M. Nighta Shyamalana, w którym zagrał 9-letniego Cole’a, chłopca widzącego zmarłych. Jego słynna kwestia „Widzę martwych ludzi” stała się ikoniczna i była wielokrotnie parodiowana, między innymi w Strasznym filmie. Za tę rolę został uhonorowany nominacją do Oscara i Złotego Globu, a także szeregiem wyróżnień, takich jak Saturn Award, Critics' Choice Award, Chicago Film Critics Association Award, Golden Satellite Award czy Sierra Award.
Przez następne kilka lat pracował bez przerwy, między innymi na planie filmu Podaj dalej, gdzie swatał Kevina Spacey z Helen Hunt (Blockbuster Entertainment Award i nagroda na pokazach ShoWest dla najlepszego drugoplanowego aktora roku) i Bożych skrawków kręconych w Polsce. Ostatnią jego dużą rolą jest występ u Stevena Spielberga w AI:Sztucznej Inteligencji, gdzie wcielił się w postać Davida, chłopca-androida, futurystycznego Pinokia szukającego miłości. Film nie spotkał się ze zbyt pochlebnym przyjęciem krytyków, ale o roli Osmenta pisano, że stanowiła podpórkę całej produkcji (sam Spielberg mówił, że od początku jedynym kandydatem do tej roli był właśnie on). Do 2003 zagrał jeszcze tylko w jednym filmie pełnometrażowym, Wakacjach Waltera z Michaelem Caine’em i Robertem Duvallem, po czym zawiesił karierę aktorską.
W 2007 powrócił na ekrany w dramacie Home of Giants. W 2014 zagrał Teddy’ego Crafta w komediodramacie Kevina Smitha Kieł i pojawił się gościnnie w komedii romantycznej Dlaczego mi nie powiedziałeś? z 2015.
Udziela się również w dubbingu. Użyczył głosu Sorze w grze komputerowej Kingdom Hearts (2002), jak również w kolejnych częściach serii: Kingdom Hearts: Chain of Memories (2004), Kingdom Hearts II (2006), Kingdom Hearts Re:Chain of Memories (2008), Kingdom Hearts 358/2 Days (2009), Kingdom Hearts Birth by Sleep (2010), Kingdom Hearts Re:coded (2011) i Kingdom Hearts 3D: Dream Drop Distance (2012).

## Filmografia

### Obsada aktorska
- Forrest Gump (1994) jako Forrest Gump, Jr.
- Wariackie święta (Mixed Nuts, 1994) jako mały chłopiec
- Strażnik Teksasu (1993–2001; serial TV) jako Lucas Simms, chłopiec chory na HIV (sezon 5, odc. 104-105), 1997
- Na dobre i złe (For Better or Worse, 1996) jako Danny
- Bogus, mój przyjaciel na niby (Bogus, 1996) jako Albert Franklin
- Last Stand at Saber River (1997) jako Davis Cable
- The Lake (1998) jako Dylan Hydecker
- Okup za czerwonego wodza (The Ransom of Red Chief, 1998) jako Andy Dorset
- Cab to Canada (1998) jako Bobby
- Szósty zmysł (The Sixth Sense, 1999) jako Cole Sear
- Pamiętny kwiecień (I’ll Remember April, 1999) jako Peewee Clayton
- Edwurd Fudwupper Fibbed Big (2000)
- Podaj dalej (Pay It Forward, 2000) jako  Trevor McKinney
- Poznaj Spota (Discover Spot, 2000)
- A.I. Sztuczna inteligencja (Artificial Intelligence: AI, 2001) jako David
- Boże skrawki (Edges of the Lord, 2001) jako Romek
- Country Miśki (The Country Bears, 2002) jako Beary Barrington
- Wakacje Waltera, tłum. też jako Stare lwy (Secondhand Lions, 2003) jako Walter Caldwell
- Ostatni mecz (Home of the Giants, 2007) jako Robert "Gar" Gartland
- Sassy Pants (Sassy Pants, 2012) jako Chip Hardy
- Kieł (Tusk, 2014) jako Teddy Craft
- Dlaczego mi nie powiedziałeś? (Me Him Her, 2015) jako Haley
- Yoga Hosers (2016) jako Adrien Arcand
- Almost Friends (2016) jako Ben
- Izzy Gets the F*ck Across Town (2017) jako Walt
- Podły, okrutny, zły (Extremely Wicked, Shockingly Evil and Vile, 2019) jako Jerry Thompson
- The Boys (2019) jako Mesmer (Charles)
- The Devil Has a Name (2019) jako Alex Gardner
- Bad Therapy (2020) jako Reed

### Dubbing
- 1997 – Piękna i Bestia. Zaczarowane święta jako Chip
- 2002 – Dzwonnik z Notre Dame II jako Zephyr
- 2002 – Kingdom Hearts jako Sora (wer. angielska)
- 2003 – Księga dżungli 2 jako Mowgli
- 2004 – Kingdom Hearts: Chain of Memories jako Sora (wer. angielska) (głos archiwalny)
- 2005 – Immortal Grand Prix jako Takeshi Jinno (wer. angielska)
- 2006 – Kingdom Hearts II jako Sora (wer. angielska)
- 2008 – Kingdom Hearts Re:Chain of Memories jako Sora (wer. angielska)
- 2009 – Kingdom Hearts 358/2 Days jako Sora (wer. angielska)
- 2010 – Kingdom Hearts Birth by Sleep jako Vanitas/Sora (wer. angielska)
- 2011 – Kingdom Hearts Re:coded jako Data-Sora (wer. angielska)
- 2012 – Kingdom Hearts 3D: Dream Drop Distance jako Sora/Vanitas (wer. angielska)

## Nagrody
- Nagroda Akademii Filmowej 2000: (nominacja) Szósty zmysł (Najlepszy aktor drugoplanowy)
- Złoty Glob 2000: (nominacja) Szósty zmysł (Najlepszy aktor drugoplanowy)